# Церковь Святого Геворга (Сигнахи)
Церковь Святого Геворга (арм. Սուրբ Գևորգ եկեղեցի) — храм Бодбийской епархии Грузинской православной церкви в городе Сигнахи, Грузия.

## История
Согласно материалам из национального архива Армении храм был построен в 1793 году как храм армянской церкви. 
В 1896 году при церкви откылась школа которую посещали 60 учеников обоего пола.
В 1902 году ктитором храма был избран священник В. Тер-Акобян, переизбранный в 1909. 
По состоянию на 1911 год церкви Святого Геворга принадлежали некоторые незастроенные земли, находящиеся вне её ограды.После установления советской власти церковь была закрыта в 1924 году и 22 января переделана в клуб.
Недалеко от церкви находится дом, где родился известный художник Геворг Башинджагян.

## Архитектура
Церковь имеет своеобразную форму, изнутри однонефная, внешне с чертами трёхнефной базилики. Размеры храма: 15,45 x 9,70 м. Сохранились фрески с написями на армянском. Имеет три входа. В строительстве использовался кирпич и необработанные камни. На коньке черепичной двухскатной крыши есть маленькая колокольня.